# Aziz Bouhaddouz
Aziz Bouhaddouz (arabul: عزيز بوحدوز, (Berkane, 1987. március 30.) marokkói válogatott labdarúgó, csatár, a St. Pauli játékosa.

## Pályafutása

### Klubcsapatban
Bouhaddouz Marokkóban született Berkane városában. Egyéves korában családja Dél-Hessenben, Dietzenbachbe költözött, itt kezdte pályafutását az FC Dietzenbach csapatában. 2006-ban igazolt az FSV Frankfurt csapatához, amely ekkor az alsóbb osztályú Hessenligában szerepelt. Négy évet töltött a csapatnál, 2009-ben kölcsönben szerepelt az Erzgebirge Auéban is.
2011-ben Bouhaddouz szabadon igazolható játékosként szerződött a Wehen Wiesbadenhez. Új csapatában a VfL Osnabrück ellen szerezte első gólját, ugyanazon a mérkőzésen azonban ki is állították. 2012 nyarán beleegyezett, hogy 2013-ig tartó szerződését felbontsák. 2013 szeptemberében a Bayer Leverkusen tartalék csapatának tagja lett, előtte egy szezont a Viktoria Kölnben töltött el. A Leverkusen színeiben 27 gólt szerzett a negyedosztálynak számító  Regionalliga Westben. 2014. május 5-én kétéves szerződést kötött az SV Sandhausennel.
2016 áprilisában három évre aláírt a St. Paulihoz.

### A válogatottban
2016 augusztusában mutatkozott be a marokkói válogatottban egy Albánia elleni 0–0-s barátságos mérkőzésen. Egy hónappal később első gólját is megszerezte a 2017-es afrikai nemzetek kupája selejtezősorozatában São Tomé és Príncipe válogatottja ellen.
Részt vett a 2018-as világbajnokságon. Marokkó első csoportmérkőzésén, Irán ellen csereként állt be, majd a mérkőzés hosszabbításában öngólt vétett, Irán pedig 1-0-ra megnyerte a mérkőzést.

## Statisztika

### Válogatott
2018. június 15-én frissítve.
| Marokkó  | Marokkó       | Marokkó |
| Év       | Pályára lépés | Gól     |
| -------- | ------------- | ------- |
| 2016     | 3             | 0       |
| 2017     | 8             | 2       |
| 2018     | 4             | 1       |
| Összesen | 15            | 3       |

### Válogatott góljai
Az eredmények Marokkó válogatottjának szempontjából értendőek.
| #  | Dátum               | Helyszín                                       | Ellenfél             | Eredmény a gólt követően | Végeredmény | Versenysorozat                            |
| -- | ------------------- | ---------------------------------------------- | -------------------- | ------------------------ | ----------- | ----------------------------------------- |
| 1. | 2016. szeptember 4. | Prince Moulay Abdellah Stadion, Rabat, Morokkó | São Tomé és Príncipe | 2–0                      | 2–0         | 2017-es afrikai nemzetek kupája selejtező |
| 2. | 2017. január 20.    | Stade d'Oyem, Oyem, Gabon                      | Togó                 | 1–1                      | 3–1         | 2017-es afrikai nemzetek kupája selejtező |
| 3. | 2017. március 24.   | Stade de Marrakech, Marrákes, Morokkó          | Burkina Faso         | 2–0                      | 2–0         | Barátságos mérkőzés                       |

## További információ
- Aziz Bouhaddouz a fussballdaten.de oldalán (németül)
- Aziz Bouhaddouz adatlapja a Soccerway oldalon (angolul)